# Adelino Ribeiro
Adelino Ribeiro Silva (Goioerê, 13 de julho de 1965) é um comerciante autônomo e político brasileiro filiado ao Partido Social Democrático. Já foi deputado estadual.

## Biografia
Antes de se eleger vereador em Cascavel, Adelino foi vendedor de bilhetes de loterias por 20 anos. Eleito em 2010 à Assembleia Legislativa do Paraná (ALEP), com 30 mil votos, foi reeleito em 2014 com 42 mil.
Nas eleições de 2018, não obteve votos suficientes para sua reeleição ao cargo de deputado estadual, voltou a assembleia após a cassação de Fernando Francischini (PSL).
Não foi eleito em 2022, virou assessor da Casa Civil no Governo de Ratinho Júnior.